# Conjunt escultòric Tapiola
El Conjunt escultòric Tapiola és una obra de Castelló d'Empúries (Alt Empordà) protegida com a Bé Cultural d'Interès Local. Aquest conjunt escultòric està format per sis escultures.

## Descripció

### Eolus
Situada al carrer de la Rubina amb l'avinguda Joan Carles I. Es tracta d'una peça de 8 metres amb una base de pedra amb la següent inscripció de Carles Fages de Climent: I floreix arreu el Tamarit i flaira la rosa, per ampla plana ressonen les canyes sota el pas d'Eolus, dins les aigües calmes de la mar de seda s'espitllen les barques." La figura que porta unes espigues a la mà és de planxa metàl·lica.

### Empordà
Situada a la rotonda de l'avinguda Joan Carles I, l'avinguda Fages de Climent i l'avinguda d'Europa. Escultura formada per un suport de paret de fabrica i ferro forjat que formen les figures i el text. A la cara nord hi ha les figures de pastor i la sirena del poema de Joan Maragall mentre que la cara sud hi ha un fragment d'un poema: "La sirena se feu un xic ençà, i un xic ençà el pastor de la muntanya, fins que es trobaren al bell mig del pla, i del amor plantaren la cabanya...fou l'Empordà.

### Poseidó i Nereida
Situada a l'Avinguda Fages de Climent. Dues figures de planxa de 3mm de gruix retallades que representen una nereida -nimfa marina- i Poseidó- deu dels mars -amb trident. L'escultor aconsegueix donar sensació de moviment i ingravidesa a les figures a l'envoltar-les amb vels de ferro forjat. Per que la subjecció no es faci evident crea dos figures del mateix personatge, les col·loca en paral·lel i l'eix en el seu interior, d'aquesta manera queda ocult i no s'aprecia des de cap angle.

### A l'Aguait
Situada a l'Avinguda Europa. Conjunt de tres figures femenines, cadascuna amb un peu independent, que giraven sobre si mateixes al vent com si fossin penells. L'escultor aconsegueix donar sensació de moviment i d'ingravidesa a l'envoltar-les de vels fets de ferro forjats. Per que la subjecció no es faci evident crea dos figures del mateix personatge, les col·loca en paral·lel i l'eix en el seu interior, d'aquesta manera queda ocult i no s'aprecia des de cap angle.

### Rellotge de Sol
Situada al Passeig marítim amb avinguda Pompeu Fabra Originàriament estava format per dos cossos de tipologia diferent. La part inferior que encara es conserva, de fabrica de ceràmica on hi ha el rellotge de sol de ferro forjat que representa la cara del deu Apol·lo del seu front emergeix el gnòm. Les línies horàries estan desplaçades, en la vertical hi ha la una, no concorden amb l'horari solar, ja que tan sols a l'estiu se li ha d'afegir una hora. La part superior, la cinètica, ha desaparegut era un penell i a les aspes hi havia representat les figures del zodíac.

### Cavalls de Mar
Situada a l'Avinguda Fages de Climent, zona Gran Reserva. L'estructura de l'escultura es basa en un pal cònic de 8,40 m d'alçada dividit en tres parts. Hi ha una cara que representa el sol a la part superior i a la part baixa hi ha uns cavallets de mar

## Història
El conjunt escultòric, elaborat a iniciativa d'Ampuriabrava SA, va ser inaugurat el 19 d'octubre de 1969 durant l'homenatge al poeta Carles Fages de Climent a Castelló d'Empúries i a Figueres amb motiu del primer aniversari de la seva mort.